# آلة الزمن (فلم 2002)
آلة الزمن هو فيلم أمريكي أخرجه سيمون ويلز عام 2002، وهو مأخوذ عن قصة بنفس الاسم للكاتب الإنجليزي هربرت جورج ويلز.

## القصة
في نيويورك 1899 يعيش الأستاذ الجامعي المتألق ألكسندر هارتديغين، الذي يدرس في جامعة كولومبيا، حياة نشطة وسعيدة. في أحد الأيام قرر أن يطلب يد امرأة طالما كان مغرما بها فأعطاها بتلك المناسبة خاتما، لكن سرعان ما تحول الجو الرومانسي السعيد إلى مأساة حيث حاول لص سرقة ذلك العقد فانتهى اعتداؤه عليهما بجرحها جرحا بليغا أدى إلى موتها بعد ذلك.
أثر هذا الحدث المأساوي على شخصية ألكسندر، فرسم هدفا لنفسه وهو صنع آلة للانتقال عبر الزمن لكي يرجع إلى ذلك اليوم وينقذ معشوقته من الموت.
بعد أن باءت محاولته لإنقاذها بالفشل، تعرض لحادث أدى إلى سفره إلى المستقبل لعشرات الآلاف من السنين وهناك اكتشف أن الجنس البشري تطور وانقسم إلى قسمين، أحد هذين القسمين يسكن تحت الأرض ويعيش من خلال الاقتيات على القسم الآخر الذي هو فوق الأرض.

## خطر كبير
يطرح الفيلم في أحد مشاهده موضوع الخطر الكبير الذي قد يواجه البشرية بسبب محاولة البعض منهم تسخير الطبيعة لصالحهم دون أخذ الاحتياطات الكافية، ففي هذا المشهد يتفاجأ البطل عند وصوله إلى العام 2037 بأن محاولة البشر لاستعمار القمر من خلال إنشاء كهوف فيه باستخدام الأسلحة النووية أدى إلى انشقاقه مما هدد وجود الحياة على كوكب الأرض.

## وصلات خارجية
- آلة الزمن على موقع IMDb (الإنجليزية)
- آلة الزمن على موقع ميتاكريتيك (الإنجليزية)
- آلة الزمن على موقع روتن توميتوز (الإنجليزية)
- آلة الزمن على موقع نتفليكس (الإنجليزية)
- آلة الزمن على موقع قاعدة بيانات الأفلام العربية
- آلة الزمن على موقع ألو سيني (الفرنسية)
- آلة الزمن على موقع Turner Classic Movies (الإنجليزية)
- آلة الزمن على موقع أول موفي (الإنجليزية)
- آلة الزمن على موقع بوكس أوفيس موجو (الإنجليزية)
- آلة الزمن على موقع فيلمافينيتي (الإسبانية)